# Échevannes (Côte-d’Or)
Échevannes – miejscowość i gmina we Francji, w regionie Burgundia-Franche-Comté, w departamencie Côte-d’Or.
Według danych na rok 1990 gminę zamieszkiwały 122 osoby, a gęstość zaludnienia wynosiła 11 osób/km² (wśród 2044 gmin Burgundii Échevannes plasuje się na 788. miejscu pod względem liczby ludności, natomiast pod względem powierzchni na miejscu 856.).